# Złota Świątynia

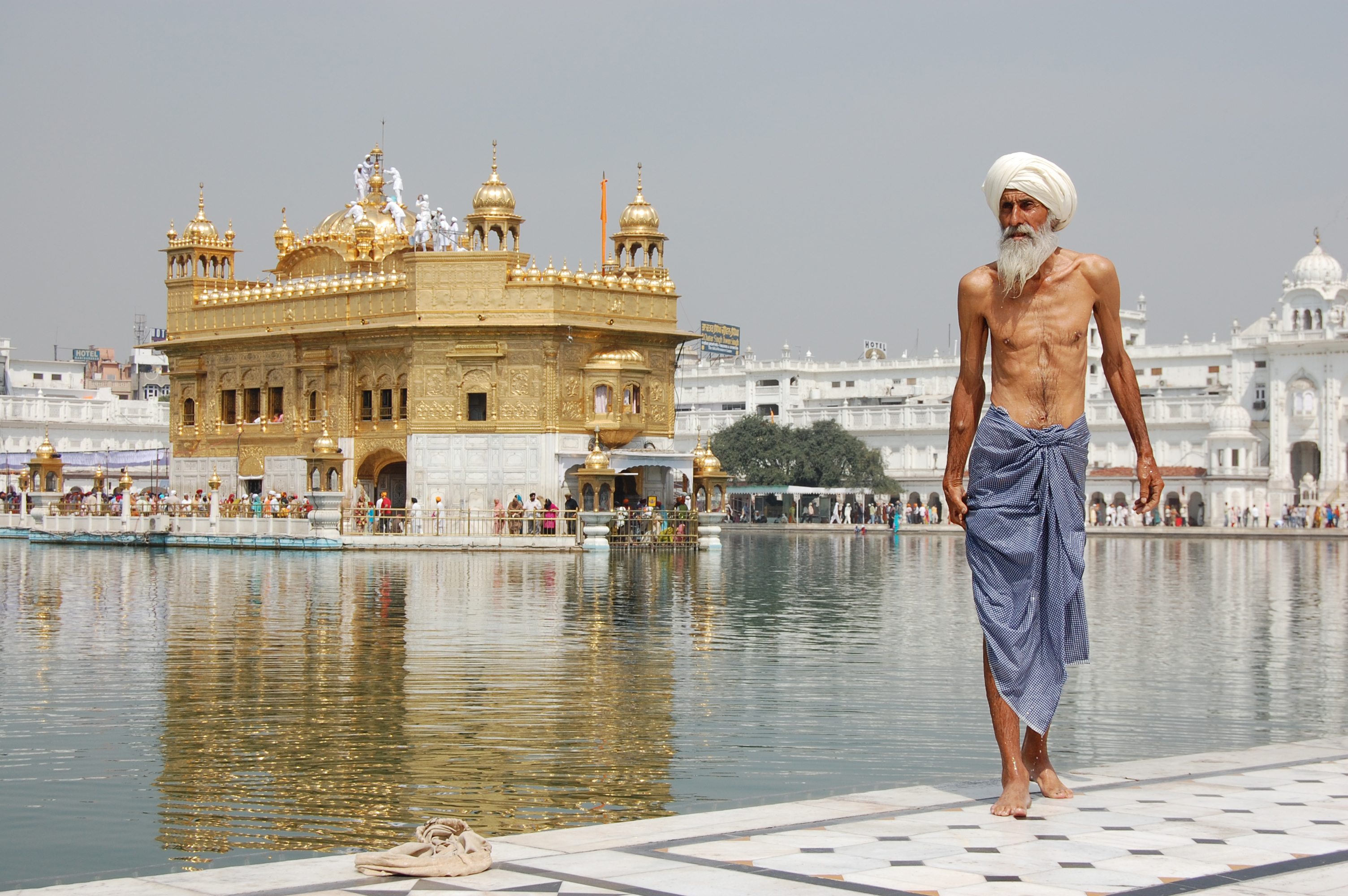
Pielgrzym

Złota Świątynia (język pendżabski ਹਰਿਮੰਦਰ ਸਾਹਿਬ Harimandir Sahib) – główne miejsce kultu i sanktuarium (gurudwara, gurdwārā) wyznawców sikhizmu w Indiach. Położona w Amritsarze (stan Pendżab). Zbudowana w latach 1589–1601 przez Guru Arjuna. Ma cztery wejścia po każdej ze stron, co ma być symbolem tego, iż jest otwarta dla ludzi ze wszystkich klas społecznych, bez względu na pochodzenie kastowe.
Świątynia była wielokrotnie (1757, 1761, 1762) niszczona przez afgańskich najeźdźców. Ostatecznie odbudowana w czasie panowania (1801–1839) maharadży Ranjit Singha, który użył do jej odtworzenia marmuru i miedzi oraz ozdobił złotem kopułę świątyni. Złota Świątynia mieści się na małej wysepce, pośrodku zbiornika – zwanego amrit-sar (Nektarowe jezioro), połączona jest z lądem za pomocą marmurowej grobli.
6 czerwca 1984 świątynia ucierpiała w wyniku operacji Niebieska Gwiazda, w której armia indyjska starła się z sikhijskimi ekstremistami, gdyż ci użyli jej jako twierdzy. W odwecie za to śmierć z rąk Sikhów poniosła premier Indira Gandhi.